# Mária Izabella nápoly–szicíliai királyné
Mária Izabella (Madrid, Spanyolország, 1789. július 6. – Portici, Két Szicília Királysága, 1848. szeptember 13.), spanyol infánsnő, IV. Károly spanyol király leánya, 1802-től Calabria hercegének második felesége, majd hitvese 1825-ös királlyá válását követően Nápoly–Szicília királynéja.
III. Károly spanyol király unokáiként férjével közeli rokoni kapcsolatban álltak, elsőfokú unokatestvérei voltak egymásnak. Frigyükre a Bourbon-ház spanyol és nápolyi ágai közötti dinasztikus dupla-házasság révén került sor: 1802-ben Mária Izabella mellett bátyja, Asztúria hercege hozzáment a nápolyi trónörökös húgához, Mária Antóniához. A nápolyi udvarban a hercegnő nem tett jó benyomást anyósára, Ausztriai Mária Karolinára, aki sosem kedvelte meg menyét. Mária Izabella anyósa 1814-es halálát, majd hitvese 1825-ös királlyá válását követően sem tett szert politikai befolyásra, főleg leányai házasságáért felelt.
1804-től kezdődően férjével való huszonnyolc évig tartó házasságuk alatt összesen tizenkét gyermeket szült, köztük a későbbi II. Ferdinánd nápoly–szicíliai királyt. Hitvese 1830-as halála után több szerelmi viszonyt is folytatott, majd 1839-ben másodjára is megházasodott a nápolyi hadsereg egy tisztjével, a nála tizenhat évvel fiatalabb Francesco del Balzo gróffal. Kedves jellemének köszönhetően Mária Izabella 1848 szeptemberében bekövetkezett haláláig mindvégig népszerű és közkedvelt maradt.

## Életrajza

### Ifjúkora

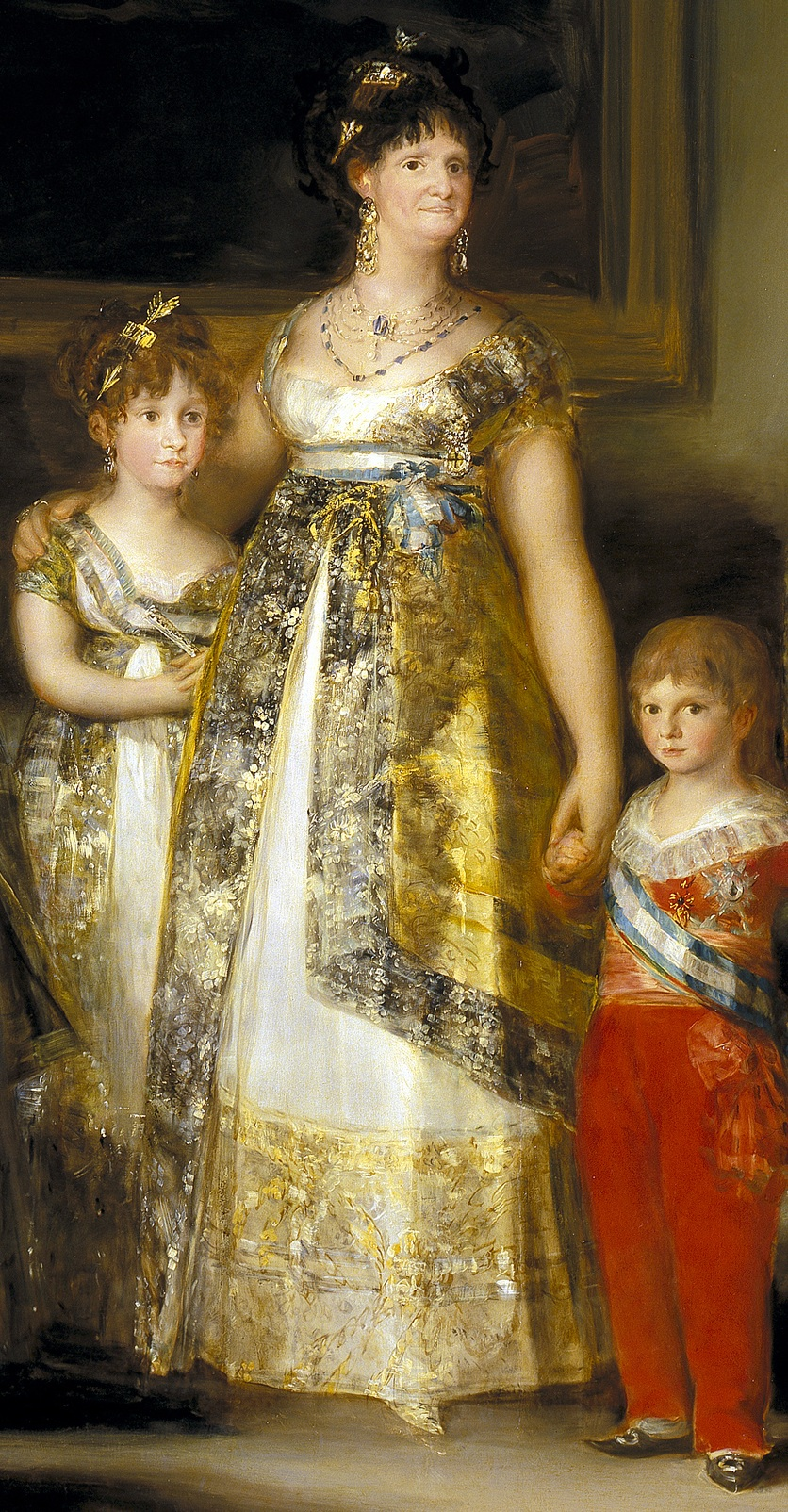
Részlet Francisco de Goya IV. Károly spanyol király és családja c. festményéről, középen Mária Lujza királyné, mellette két gyermeke: Mária Izabella (balra) és Ferenc de Paula (jobbra)

Mária Izabella (spanyolul: María Isabel) 1789. július 6-án született a madridi királyi palotában. IV. Károly spanyol király és Parmai Mária Lujza királyné legfiatalabb életben maradt leánya volt. Szülei tizennégy gyermeke közül ő volt a tizedik, egyben az ötödik leánygyermek. Az udvari pletykák szerint az infánsnő valódi apja nem a király, hanem anyja szeretője, Manuel Godoy volt, aki 1792-től az ország miniszterelnöke lett.
Az infánsnő gyermekkora egybeesett a francia forradalom kitörésével és az ebből adódó spanyol politika átrendeződésével. Egy nagycsalád legfiatalabb túlélő leányaként szülei elkényeztették, oktatására keveset fordítottak. Amikor 1800 decemberében Lucien Bonaparte személyében új francia nagykövet érkezett Spanyolországba, felmerült az infánsnő és az Első Konzul közötti házasság terve. Napóleon felesége ekkor még Joséphine de Beauharnais volt, ám javasolták a Konzulnak a válást, hogy egy királyi vérből származó hercegnőt vegyen feleségül, ezzel is tovább szilárdítva helyzetét. Mivel azonban Napóleon nem sokra tartotta a Bourbonokat, a Mária Izabellával való házasság sosem valósult meg.

### Királyi első házassága
Mária Lujza királyné kiszemeltje leánya számára a huszonnégy esztendős Calabria hercege, Ferenc nápoly és szicíliai trónörökös lett. Mivel a herceg apja és a királyné férje testvérek voltak, így a házasulandó felek elsőfokú unokatestvérei voltak egymásnak. A házasságra azt követően nyílt lehetőség, hogy 1801 novemberében elhunyt Ferenc első felesége – az anyja révén szintén első-unokatestvér –, Mária Klementina főhercegnő.
Mária Izabella és Calabria hercegének házassági ötlete Alquier francia diplomatától származott, aki korábban Madridban és Nápolyban is francia nagykövetként szolgált. Alquier a frigytől remélte a Nagy-Britannia szövetségesének számító, valamint a Francia Köztársasággal ellenséges Nápolyi Királyság bevonását a nem sokkal korábban megalakult spanyol–francia szövetségbe. Terve egy kettős-házasság volt a Bourbon-ház spanyol és nápolyi ágai között. Ennek értelmében a nápolyi trónörökös feleségül veszi unokatestvérét, Mária Izabella infánsnőt, egyúttal az infánsnő bátyja, Asztúria hercege elveszi Ferenc húgát, Mária Antóniát. Mária Karolina nápolyi királyné ellenezte a gyermekeit kiházasító terveket, mivel szívből gyűlölte Franciaországot – révén, hogy a forradalom alatt kivégezték szeretett testvérét, Marie Antoinette királynét –, valamint nem bízott a spanyolokban a Napóleonnal tanúsított jóindulatuk miatt. Mária Izabella infánsnő mindössze tizenkét éves volt a házassági szerződés megkötésekor. Ez még abban a korban is szokatlannak számított, amikor a hercegnőket fiatal korukban adták férjhez. A mielőbbi házasságot azonban az indokolta, hogy szükséges volt a minél előbbi szoros kapcsolat kialakítása a madridi és nápolyi udvarok között a kritikus napóleoni terjeszkedés időszakában.
A két házasságról szóló szerződést 1802 áprilisában írták alá Aranjuezben. 1802. július 6-án, tizenharmadik születésnapján Mária Izabella infánsnő meghatalmazottak útján hozzáment a huszonöt esztendős unokatestvéréhez, Ferenc nápolyi és szicíliai trónörököshöz Madridban. A szertartáson az infánsnő bátyja, Ferdinánd képviselte a vőlegényt. A spanyol királyi család augusztus 13-án Barcelónába utazott. Ide érkezett meg a nápolyi delegációval Ferenc és nővére, Mária Antónia. A két pár október 4-én házasodott ténylegesen össze. Az ünnepségek október 12-ig nyúltak, majd Mária Izabella elindult újdonsült férjével Nápolyba, ahova október 19-én érkezetek meg. Új hazájában neve olasz megfelelője lett: Maria Isabella.

### Nápoly és Szicília trónörökösnéje

Ferenc trónörökös (jobbról a harmadik) családja körében 1820-ban. A balszélen Mária Izabella, kezében legkisebb gyermeke, Mária Karolina. A hercegnő volt a kilencedik gyermekük, aki születését még további három követte.

Személye nem keltett jó benyomást a nápolyi udvarba érkezését követően. Különösen anyósa, a királyné volt csalódott. Mária Karolina Gallo márkijának írt levelében kifejtette, hogy Mária Izabellát kicsinek és testesnek tartja, aki gyakran ok nélkül vihorászik, emellett meglehetősen unalmas és műveletlen. A királyné leveleiben azt is taglalta, hogy a hercegné sem olaszul, sem franciául nem beszél, csak spanyolul szólal meg, azzal is kifejezéstelenül és röviden. Leánya, Mária Antónia hasonló véleményen volt újdonsült férjéről, Mária Izabella bátyáról, akit leveleiben csúfnak és nagyon egyszerű teremtésnek írt le.
A nápolyi spanyol nagykövet Pedro Cevallos miniszternek írt beszámolója szerint, Mária Izabella boldog volt új hazájában. Gyakran látogatott színházakba és vett részt különböző ünnepségeken. Már tizenöt esztendős korában, 1804. október 24-én megszülte első gyermekét, Lujza Sarolta hercegnőt, akit további tizenegy gyermek követett 1827-ig bezárólag. Férje első házasságából egy mostohalánya is volt, az 1798-ban született – nagyanyja után – Mária Karolina hercegnő, aki később Berry hercegének, X. Károly francia király fiának lett a felesége.
1806 májusában, a napóleoni háborúk idején a királyi családnak másodjára is Nápolyból Szicíliába kellett menekülniük, amikor a már császárrá koronázott Napóleon seregei meghódították a királyságot. A császár először saját bátyját, Joseph Bonapartét, majd 1808-tól sógorát, Joachim Muratot tette meg Nápoly uralkodójának. A királyi család Szicília szigetén a brit csapatok védelme alatt állt. Mária Karolina királyné kezdetben innen szervezte a franciák elleni támadást, majd hatalma és befolyása folyamatosan csökkent, mígnem ő maga is elhagyta a szigetet és Ausztrába távozott. Ugyanis a szicíliai brit csapatok főparancsnoka, Lord William Bentinck nyíltan beavatkozott a sziget belügyeibe. Ferdinánd királyt lemondatták, kormányzóvá és a brit érdekek kiszolgálójává fiát, Ferencet tették meg. Ezzel Mária Izabella státusza is emelkedett, ám anyósával ellentétben ő továbbra sem ambicionált politikai szerepet, ahogyan később, királynéként sem.
Napóleon végleges bukását és a bécsi kongresszust követően Mária Izabella apósa, Ferdinánd király osztrák támogatással 1815-ben visszatért Nápolyba. Eltörölve az alkotmányt és 1816-ban egyesítve a Nápolyi és a Szicíliai Királyságokat, kikiáltották Két Szicília Királyságát. Ferenc továbbra is Szicília kormányzója maradt, családjával a szigeten éltek, ritkán látogatva a félszigetre. Szicíliai tartózkodásuk alatt Mária Izabella szinte folyamatosan terhes volt. Végül 1820-ban a család visszatért Nápolyba, ahol Mária Izabella további három gyermeküknek adott életet.

### Két Szicília királynéjaként

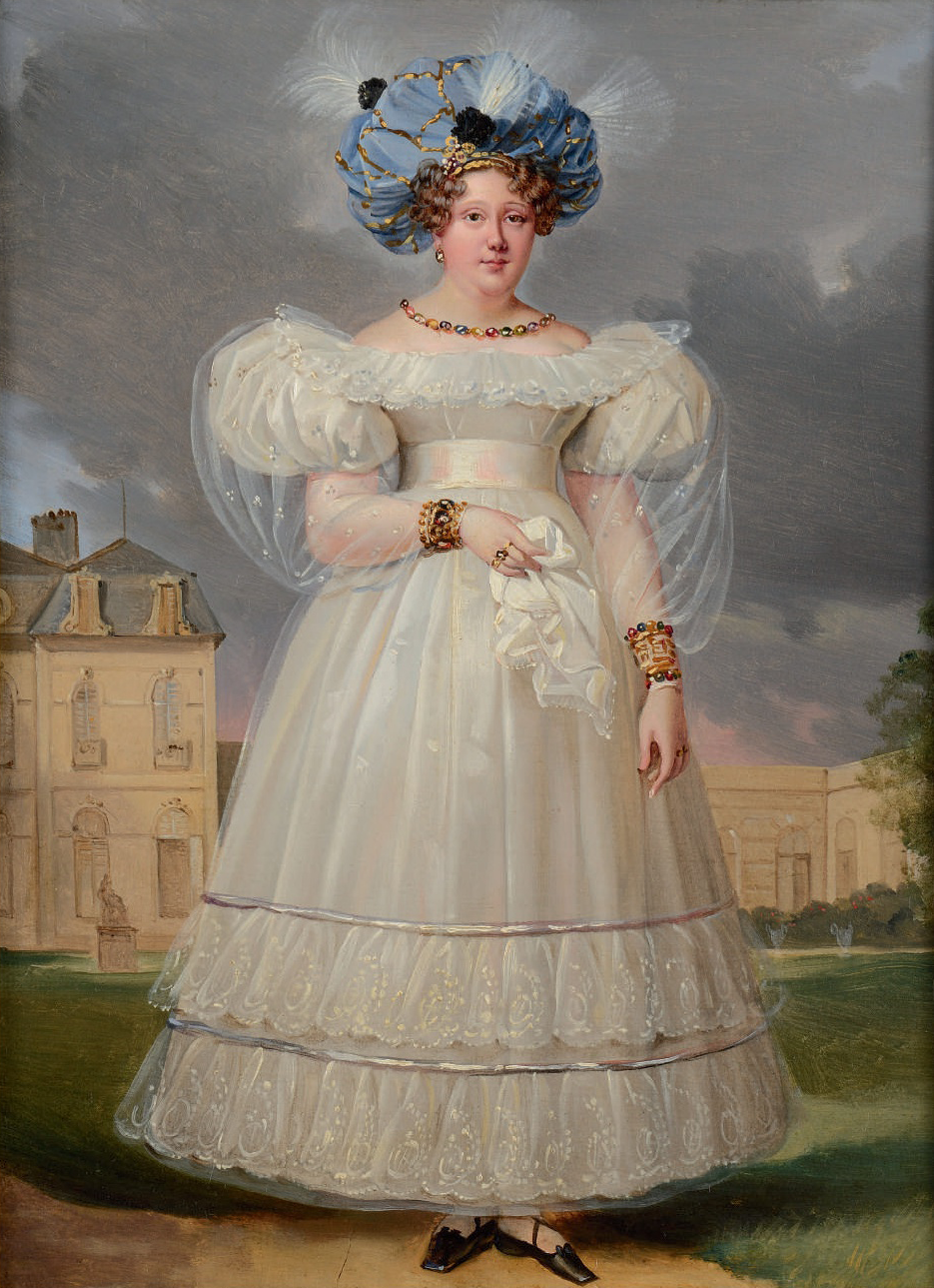
Mária Izabella az Élysée-palota kertjében, mostohaleányát, Mária Karolinát meglátogatva 1830-ban, közvetlenül a júliusi forradalom előtt.

Amikor apósa, I. Ferdinánd nápoly–szicíliai király 1825. január 4-én meghalt, férje, az akkor negyvenhét esztendős Ferenc követte a trónon. Így lett Mária Izabella Két Szicília királynéja hitvese oldalán. Ugyan Ferenc kormányzósága idején nyitottnak mutatkozott a liberális eszmék iránt, uralkodóként azonban már reakcionista politikát folytatott. Az államügyeket elsősorban Luigi de’ Medici intézte. A korrupciótól hemzsegő királyi udvar élén pedig az uralkodó inasa, Michelangelo Viglia és a királyné szolgálólánya, Caterina de Simone állt.
Mária Izabella királynéként sem ambicionált hatalmi szerepet magának, politikai súlya csekély volt. Sok szülését követően túlsúlyossá vált, az ideje nagy részét pedig továbbra is a színházak, bálok és udvari események jelentették. Mivel aktív társadalmi életet élt, számos emberrel találkozott, akik megismerhették kedves személyiségét, amitől jóval népszerűbbnek számított mint férje, a király. 1827 augusztusában megszülte utolsó, tizenkettedik gyermekét, Francesco di Paolát, Trapani grófját.
A királyné állandó társasága második legidősebb leánya, Mária Krisztina volt. A hercegnő már a húszasévei elején járt, ám még nem házasodott meg, mivel nem találtak a számára rangban megfelelő férjjelöltet. 1829 májusában ez azonban megváltozott: elhunyt Mária Izabella bátyjának, VII. Ferdinánd spanyol királynak harmadik felesége, Mária Jozefa Amália királyné. Mivel a királynak egyik korábbi feleségétől sem születtek gyermekei, így újabb házassági szándékát egyből kinyilvánította, elkerülve egy trónutódlási válság kirobbanását. A helyzetet kihasználva Mária Izabella és legidősebb leánya, az akkor már Spanyolországban feleségként élő Lujza Sarolta hamar megszervezték Mária Krisztina és nagybátyja, a király házasságát.
Az esküvőre meghívták a nápoly–szicíliai királyi párt is, Mária Izabella pedig alig várta, hogy huszonhét év után újra visszatérjen szülőhazájába. Férje, Ferenc király egészségügyi állapota megromlott, köszvény gyötörte, ennek ellenére a királyné rábeszélte őt a hosszú külföldi utazásra. 1829. szeptember 28-án indultak meg Nápolyból, távollétük idejére legidősebb fiukat, Calabria hercegét nevezték meg az ország régensének. Útjuk során látogatást tettek az egyházi államban VIII. Piusz pápánál, majd ezt követően Grenoble városában találkoztak Berry hercegnéjével, Ferenc első házasságából származó leányával. Az esküvőre végül 1830. január 25-én került sor Madridban. A visszafele úton ismét találkoztak Berry hercegnével, és látogatást tettek Párizsban is, ahol X. Károly francia király fogadta őket. Végül 1830. július 30-án értek haza Nápolyba. Hazatérésüket követően a király egészségügyi állapota gyors romlásnak indult, végül november 8-án elhunyt.

### Későbbi élete

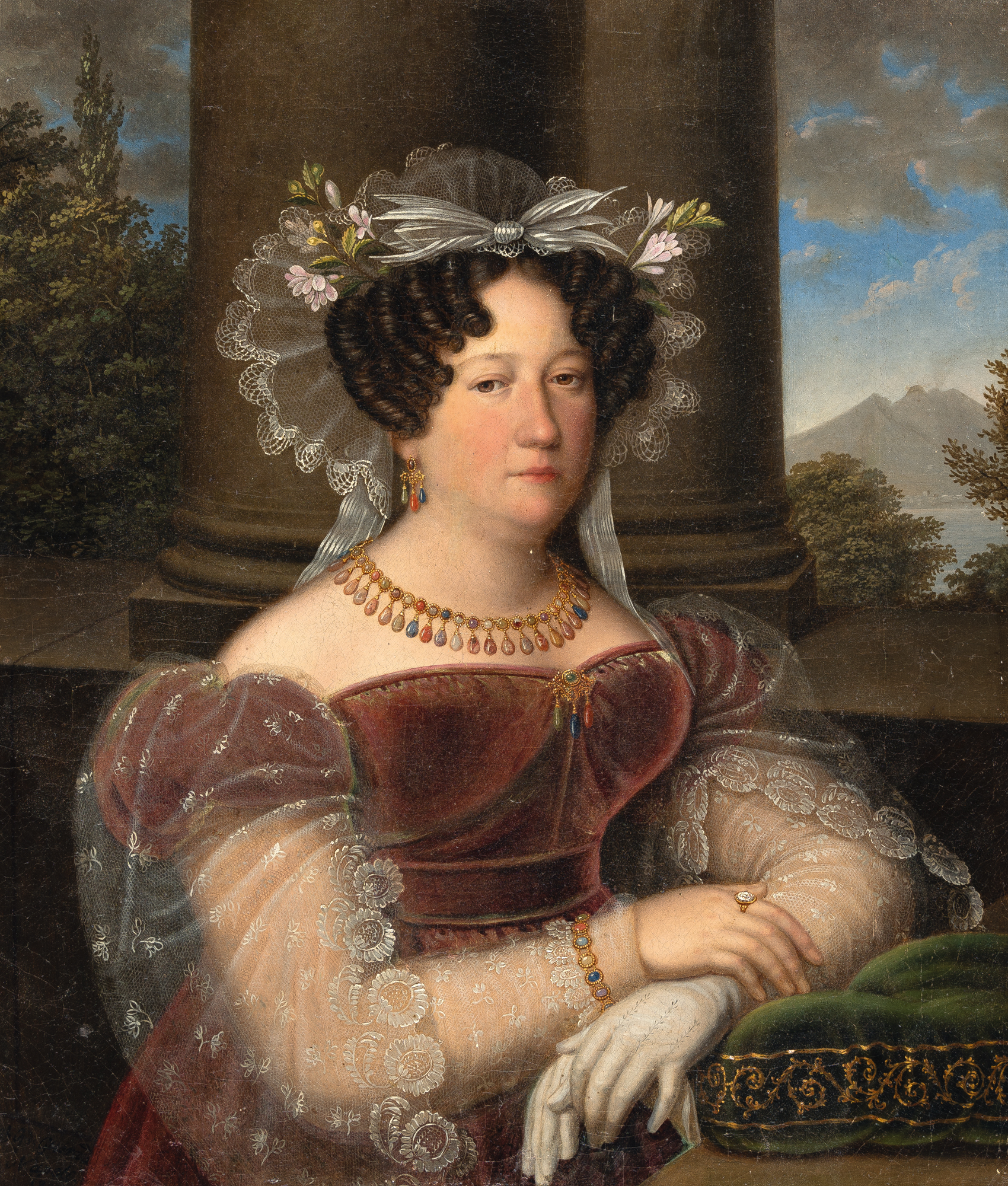
Mária Izabella anyakirályné 1832-ben. A festmény valószínűleg Emile Bernhard de Guérard düsseldorfi festő alkotása

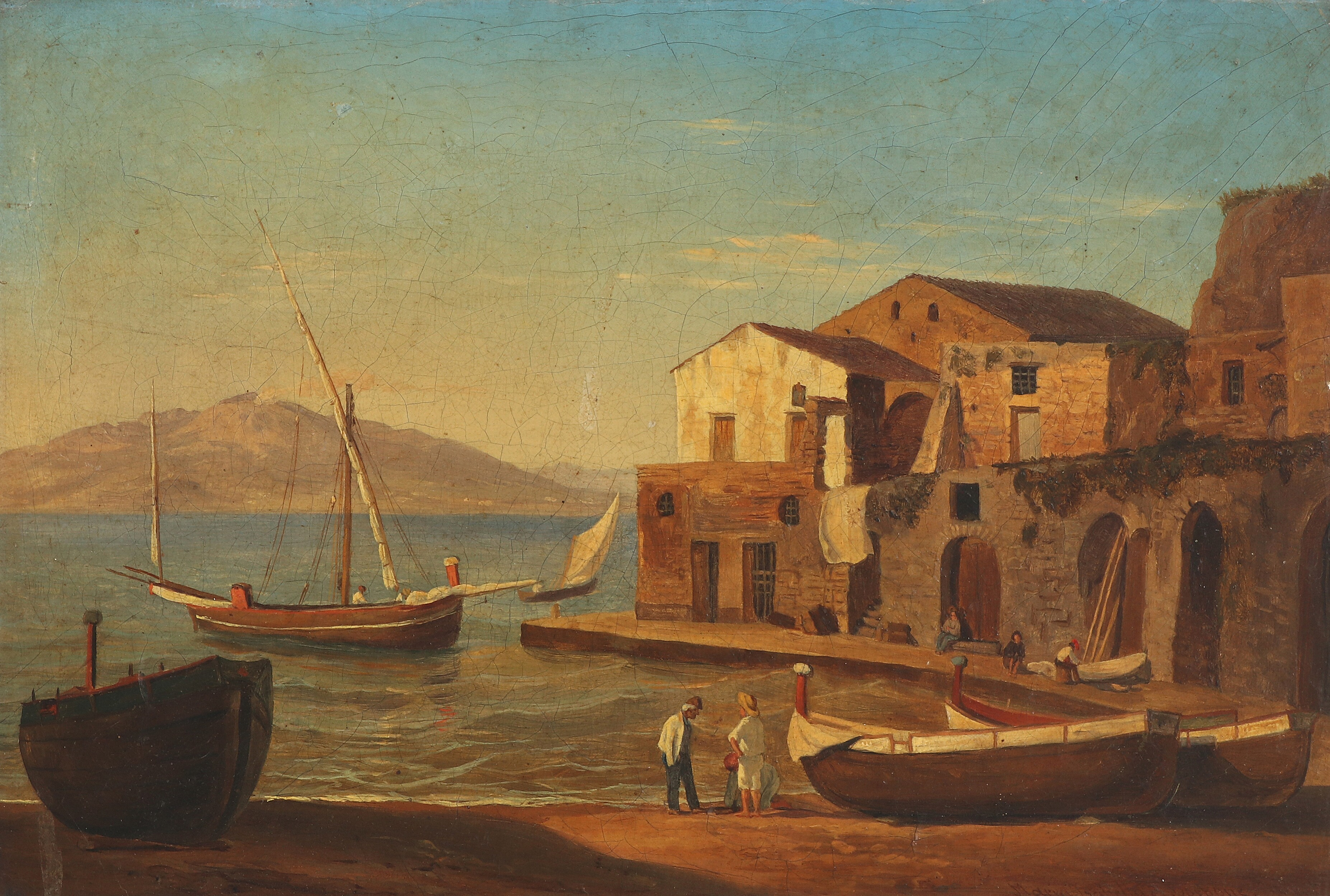
Nápolyi kilátás, héttérben a Vezúvval – Mária Izabella egy saját olajfestménye

Férje halálával Két Szicília Királyságának koronája legidősebb fiára szállt, aki II. Ferdinánd néven foglalta el trónját, ezzel Mária Izabella anyakirályné lett. Tudta nélkül egy liberális-összeesküvés középpontjában találta magát: Vincenzo Ruffo della Scaletta herceg és Peter Ugo della Favare márki szervezésében le akarták szorítani a trónról Ferdinándot, régensnek pedig Mária Izabellát akarták megtenni. A szervezkedésről azonban az újdonsült király tudomást szerzett és azonnal leverte azt.
A király és az anyakirályné kapcsolata rideg volt. Ferdinánd csendes és komoly ifjú volt – trónra lépésekor mindössze húsz esztendős –, aki apjával ellentétben sokkal energikusabb személyiséggel bírt, és komolyan vette uralkodói feladatait. Mária Izabella azonban sokkal jobban kedvelte másodszülött fiát, Capua hercegét, aki nyitottabb volt és osztotta anyja nagyvilági életvitelét. Emellett az anyakirályné férje halálát követően csodálókkal vette körül magát, gyengéi voltak a fiatal, jóképű udvaroncok, akik közül a korabeli udvari pletykák szerint számos szeretője került ki. Viselkedése a rágalmazások könnyű célpontjává tették, ami miatt fia, a király is neheztelt rá. Kapcsolatukat végül Ferdinánd király felesége, Savoyai Mária Krisztina oldotta fel, akivel Mária Izabella közeli viszonyt tudott kialakítani.
Az anyakirályné 1835-ben egy házas osztrák katonatiszt, Peter von Schmuckher báró szeretője lett. Ugyan kapcsolatuk viharos volt, ám a báró feleségének 1837-ben bekövetkezett halála után frigyüket tervezgették. Mivel Schmuckher a házasság feltételeként ragaszkodott a királyi fenség megszólításhoz, valamint az azzal járó uralkodói előjogokhoz is, így Mária Izabella visszautasította őt, majd fia közbenjárásával 1838 januárjában kiutasították a bárót Nápolyból.
Mivel az anyakirályné elszánta magát, hogy újból megházasodik, a király egy listát adott anyja számára azon nemesek nevével, akiket megfelelőnek ítéltek a célra. Mária Izabella választottja végül a jóképű hadnagy, Francesco del Balzo gróf lett, aki egy ősi ám elszegényedett nápolyi nemesi család sarja volt. Házasságukra 1839. január 15-én került sor szűk körben. Mária Izabella ekkor ötven, míg újdonsült férje harmincnégy esztendős volt. A pár visszavonultan élt a Capodimonte-palotában. A halál végül nem itt, hanem a portici királyi palotában érte közel tíz évvel később, 1848. szeptember 13-án.

## Gyermekei
|     | Gyermeke                              | Született            | Elhunyt              | Megjegyzés |
| --- | ------------------------------------- | -------------------- | -------------------- | --- |
| 1.  | Lujza Sarolta Mária Izabella hercegnő | 1804. október 24.    | 1844. január 29.     | 1819-ben házasodott meg anyai nagybátyjával, Ferenc de Paula infánssal. Gyermekei között van a későbbi II. Izabella spanyol királynő férje, Ferenc, Cádiz hercege. |
| 2.  | Mária Krisztina Ferdinanda hercegnő   | 1806. április 27.    | 1878. augusztus 22.  | Ő is anyai nagybátyjával, VII. Ferdinánd spanyol királlyal kötött házasságot. Két leánya született.                                                                |
| 3.  | II. Ferdinánd nápoly–szicíliai király | 1810. január 12.     | 1859. május 22.      | Calabria hercege, majd apja halálát követően Két Szicília királya 1859-es haláláig.                                                                                |
| 4.  | Károly Ferdinánd herceg               | 1810. január 12.     | 1859. május 22.      | Capua hercege. Ragon aluli házasságot kötött Penelope Smyth-el, akitől egy fia és egy leánya született.                                                            |
| 5.  | Lipót Benjámin József herceg          | 1813. május 22.      | 1860. december 4.    | Siracusa grófja. Feleségétől, Savoyai Mária Viktóriától egy leánya született, aki azonban egynapos korában elhunyt.                                                |
| 6.  | Mária Antónia Jozefa Anna hercegnő    | 1814. december 19.   | 1898. november 7.    | II. Lipót toszkánai nagyherceg második felesége. Tíz gyermekük közül hatan érték meg a felnőttkort.                                                                |
| 7.  | Antal Paszkál herceg                  | 1816. szeptember 23. | 1843. január 12.     | Lecce grófja. Fiatalon, huszonhat esztendős korában vesztette életét. Nem házasodott meg.                                                                          |
| 8.  | Mária Amália Ferdinanda hercegnő      | 1818. február 25.    | 1857. november 6.    | 1832-ben házasodott meg Sebestyén infánssal. Kapcsolatuk gyermektelen maradt.                                                                                      |
| 9.  | Mária Karolina Ferdinanda hercegnő    | 1820. november 29.   | 1861. január 14.     | A spanyol trónkövetelő, Károly infáns legidősebb fiához és örököséhez, Montemolin grófjához ment feleségül. Nem születtek gyermekeik.                              |
| 10. | Terézia Krisztina hercegnő            | 1822. március 14.    | 1889. december 28.   | II. Péter brazil császár felesége. Népszerűségének köszönhetően „a brazilok anyja” néven emlegették. Két leánya érte meg a felnőttkort.                            |
| 11. | Lajos Károly Mária József herceg      | 1824. július 19.     | 1897. március 5.     | Aquila grófja. I. Péter brazil császár leányát, Januáriát vette feleségül, akitől négy gyermeke született.                                                         |
| 12. | Ferenc di Paola Lajos Emánuel herceg  | 1827. augusztus 13.  | 1892. szeptember 24. | Trapani grófja. 1850-ben házasodott meg unokahúgával, Ausztriai Mária Izabellával, akitől két felnőttkort megért gyermeke származott.                              |